# Campionato moldavo di calcio
Il campionato moldavo di calcio è nato nel 1992 dopo l'indipendenza della Moldavia dall'Unione Sovietica. 
Ha come primo livello la Super Liga, costituita da otto squadre che si affrontano in un girone all'italiana due volte nella prima fase. Nella seconda fase le prime sei in classifica si affrontano ancora due volte per decretare il titolo di campioana Republicii Moldova la Fotbal. Le ultime due classificate nella prima fase si uniscono alle prime quattro squadre dei due gironi della Liga 1, la seconda divisione del campionato. 
La vincitrice del campionato si qualifica per il secondo turno preliminare della UEFA Champions League, mentre la seconda e la terza classificata partecipano al primo turno preliminare della UEFA Europa Conference League. Alla medesima manifestazione partecipa anche la vincitrice della coppa nazionale, che accede al secondo turno preliminare.

## Sistema
Il sistema del campionato moldavo, in vigore dal 2022, è articolato in tre livelli:
| Livelli | Divisioni                                                                  | Divisioni                                                                  | Divisioni                                                                  | Divisioni                                                                  | Divisioni                                                                  | Divisioni                                                                  | Divisioni                                                                  | Divisioni                                                                  | Divisioni                                                                  | Divisioni                                                                  | Divisioni                                                                  | Divisioni                                                                  | Divisioni                                                                  | Divisioni                                                                  | Divisioni                                                                  | Divisioni                                                                  | Divisioni                                                                  | Divisioni                                                                  | Divisioni                                                                  | Divisioni                                                                  | Divisioni                                                                  | Divisioni                                                                  |
| ------- | -------------------------------------------------------------------------- | -------------------------------------------------------------------------- | -------------------------------------------------------------------------- | -------------------------------------------------------------------------- | -------------------------------------------------------------------------- | -------------------------------------------------------------------------- | -------------------------------------------------------------------------- | -------------------------------------------------------------------------- | -------------------------------------------------------------------------- | -------------------------------------------------------------------------- | -------------------------------------------------------------------------- | -------------------------------------------------------------------------- | -------------------------------------------------------------------------- | -------------------------------------------------------------------------- | -------------------------------------------------------------------------- | -------------------------------------------------------------------------- | -------------------------------------------------------------------------- | -------------------------------------------------------------------------- | -------------------------------------------------------------------------- | -------------------------------------------------------------------------- | -------------------------------------------------------------------------- | -------------------------------------------------------------------------- |
| 1       | Super Liga 8 club 2 retrocessioni con poule scudetto e poule retrocessione | Super Liga 8 club 2 retrocessioni con poule scudetto e poule retrocessione | Super Liga 8 club 2 retrocessioni con poule scudetto e poule retrocessione | Super Liga 8 club 2 retrocessioni con poule scudetto e poule retrocessione | Super Liga 8 club 2 retrocessioni con poule scudetto e poule retrocessione | Super Liga 8 club 2 retrocessioni con poule scudetto e poule retrocessione | Super Liga 8 club 2 retrocessioni con poule scudetto e poule retrocessione | Super Liga 8 club 2 retrocessioni con poule scudetto e poule retrocessione | Super Liga 8 club 2 retrocessioni con poule scudetto e poule retrocessione | Super Liga 8 club 2 retrocessioni con poule scudetto e poule retrocessione | Super Liga 8 club 2 retrocessioni con poule scudetto e poule retrocessione | Super Liga 8 club 2 retrocessioni con poule scudetto e poule retrocessione | Super Liga 8 club 2 retrocessioni con poule scudetto e poule retrocessione | Super Liga 8 club 2 retrocessioni con poule scudetto e poule retrocessione | Super Liga 8 club 2 retrocessioni con poule scudetto e poule retrocessione | Super Liga 8 club 2 retrocessioni con poule scudetto e poule retrocessione | Super Liga 8 club 2 retrocessioni con poule scudetto e poule retrocessione | Super Liga 8 club 2 retrocessioni con poule scudetto e poule retrocessione | Super Liga 8 club 2 retrocessioni con poule scudetto e poule retrocessione | Super Liga 8 club 2 retrocessioni con poule scudetto e poule retrocessione | Super Liga 8 club 2 retrocessioni con poule scudetto e poule retrocessione | Super Liga 8 club 2 retrocessioni con poule scudetto e poule retrocessione |
| 2       | Liga 1 12 club suddivisi in due gironi 2 promozione 2 retrocessioni.       | Liga 1 12 club suddivisi in due gironi 2 promozione 2 retrocessioni.       | Liga 1 12 club suddivisi in due gironi 2 promozione 2 retrocessioni.       | Liga 1 12 club suddivisi in due gironi 2 promozione 2 retrocessioni.       | Liga 1 12 club suddivisi in due gironi 2 promozione 2 retrocessioni.       | Liga 1 12 club suddivisi in due gironi 2 promozione 2 retrocessioni.       | Liga 1 12 club suddivisi in due gironi 2 promozione 2 retrocessioni.       | Liga 1 12 club suddivisi in due gironi 2 promozione 2 retrocessioni.       | Liga 1 12 club suddivisi in due gironi 2 promozione 2 retrocessioni.       | Liga 1 12 club suddivisi in due gironi 2 promozione 2 retrocessioni.       | Liga 1 12 club suddivisi in due gironi 2 promozione 2 retrocessioni.       | Liga 1 12 club suddivisi in due gironi 2 promozione 2 retrocessioni.       | Liga 1 12 club suddivisi in due gironi 2 promozione 2 retrocessioni.       | Liga 1 12 club suddivisi in due gironi 2 promozione 2 retrocessioni.       | Liga 1 12 club suddivisi in due gironi 2 promozione 2 retrocessioni.       | Liga 1 12 club suddivisi in due gironi 2 promozione 2 retrocessioni.       | Liga 1 12 club suddivisi in due gironi 2 promozione 2 retrocessioni.       | Liga 1 12 club suddivisi in due gironi 2 promozione 2 retrocessioni.       | Liga 1 12 club suddivisi in due gironi 2 promozione 2 retrocessioni.       | Liga 1 12 club suddivisi in due gironi 2 promozione 2 retrocessioni.       | Liga 1 12 club suddivisi in due gironi 2 promozione 2 retrocessioni.       | Liga 1 12 club suddivisi in due gironi 2 promozione 2 retrocessioni.       |
| 3       | Liga 2 26 club suddivisi in due gironi 2 promozioni                        | Liga 2 26 club suddivisi in due gironi 2 promozioni                        | Liga 2 26 club suddivisi in due gironi 2 promozioni                        | Liga 2 26 club suddivisi in due gironi 2 promozioni                        | Liga 2 26 club suddivisi in due gironi 2 promozioni                        | Liga 2 26 club suddivisi in due gironi 2 promozioni                        | Liga 2 26 club suddivisi in due gironi 2 promozioni                        | Liga 2 26 club suddivisi in due gironi 2 promozioni                        | Liga 2 26 club suddivisi in due gironi 2 promozioni                        | Liga 2 26 club suddivisi in due gironi 2 promozioni                        | Liga 2 26 club suddivisi in due gironi 2 promozioni                        | Liga 2 26 club suddivisi in due gironi 2 promozioni                        | Liga 2 26 club suddivisi in due gironi 2 promozioni                        | Liga 2 26 club suddivisi in due gironi 2 promozioni                        | Liga 2 26 club suddivisi in due gironi 2 promozioni                        | Liga 2 26 club suddivisi in due gironi 2 promozioni                        | Liga 2 26 club suddivisi in due gironi 2 promozioni                        | Liga 2 26 club suddivisi in due gironi 2 promozioni                        | Liga 2 26 club suddivisi in due gironi 2 promozioni                        | Liga 2 26 club suddivisi in due gironi 2 promozioni                        | Liga 2 26 club suddivisi in due gironi 2 promozioni                        | Liga 2 26 club suddivisi in due gironi 2 promozioni                        |

## Coppa e supercoppa nazionale
Alla Cupa Moldovei partecipano tutte le squadre della Divizia Națională e della Divizia A. La vincitrice si qualifica per il secondo turno preliminare della UEFA Europa Conference League. La squadra più titolata è lo Sheriff Tiraspol con 12 titoli vinti.
Alla Supercupa Moldovei partecipano invece la vincitrice del campionato e della coppa nazionale. In alcuni anni non si è disputata poiché la squadra vincitrice della Divizia Națională e della Cupa Moldovei era la stessa. Tuttavia, attualmente, se una squadra ha vinto entrambi i titoli nella passata stagione, sfida in finale di supercoppa la finalista della coppa nazionale.